# Yves Bonnefoy
Yves Bonnefoy (Tours, 24 giugno 1923 – Parigi, 1º luglio 2016) è stato un poeta, traduttore e critico d'arte francese.

## Biografia
Yves Bonnefoy nacque a Tours al 67 di rue Galpin-Thiou. Il padre, Marius Elie Bonnefoy, era nato nel 1888 a Bouillac (Aveyron) ed era operaio montatore nelle officine ferroviarie; la madre, Hélène Maury, era nata nel 1889 a Ambeyrac ed era stata prima infermiera e poi divenne insegnante.
Avevano già una figlia Suzanne, nata nel 1914.
Yves Bonnefoy visse a Parigi dal 1943. Sposato dal 1968 con Lucy Vines, pittrice, generò con lei nel 1972 una figlia, Mathilde, montatrice cinematografica.
Dopo gli studi di filosofia, prima alla Sorbona e poi con Gaston Bachelard, fiancheggiò per un breve periodo il surrealismo, da cui si distanziò ben presto per avvicinarsi all'esistenzialismo. Fu autore di un'importante opera sia poetica sia teorica: per Bonnefoy è compito del poeta ritrovare la nativa vicinanza delle parole e delle cose (tipica dell'infanzia), cancellata dalle necessità della concettualizzazione intellettuale e della vita quotidiana attiva. Questo tema centrale è espresso dall'autore in numerosi scritti teorici, ma anche nella poesia, che si prefigura dunque come costante riflessione sul suo farsi.
(Jean Starobinski)
Svolse un'intensa attività di traduttore, in particolare di Shakespeare e Keats.
A partire dal 1960, Yves Bonnefoy è stato regolarmente invitato come insegnante da diverse università francesi o straniere, in Svizzera e negli Stati Uniti. È stato professore associato all'Università di Vincennes (1969-1970), a quelle di Nizza (1973-1976) e di d'Aix-en-Provence (1979-1981), professore invitato all'Università di Ginevra (1970-1971 e 1971-1972). Nel 1981 fu nominato docente alla cattedra di Studi comparati della funzione poetica al Collège de France.

## Altro
Il compositore Mirco De Stefani gli ha  dedicato la trilogia Concert pour Douve per pianoforte (2001), Canzoni de La grande neige (2007)e Canzoni de L’été de nuit (2008) per soprano e pianoforte, di cui Bonnefoy offre la propria lettura poetica nell’incisione discografica.

## Curiosità
- Bonnefoy viene citato nel romanzo Candido ovvero un sogno fatto in Sicilia di Leonardo Sciascia come autore di Un sogno fatto a Mantova pubblicato da Einaudi e da Sellerio.
- Bonnefoy viene citato nel romanzo La cerimonia dell' addio di Roberto Cotroneo pubblicato da Mondadori.

## Riconoscimenti
Ha ricevuto in tutto il mondo numerosi premi, tra i quali il gran premio della poesia dell'Académie française (1981),
il premio Balzan (1995),
il Premio mondiale Cino Del Duca (1995),
il Premio Grinzane Cavour (1997), il Premio Franz Kafka (2007)
e il gran premio di poesia Pierrette Micheloud (2011).
Ha ricevuto lauree honoris causa da moltissime università in tutto il mondo, tra le quali l'Università di Neuchâtel, l'American College di Parigi, l'università di Chicago, il Trinity College di Dublino, le università di Edimburgo, Roma Tre, Oxford, Siena e Napoli L'Orientale.
Nel 1984 il ministro Jack Lang l'ha nominato Commendatore dell'Ordine delle Arti e delle Lettere.

## Opere

### Poesia
- Du mouvement et de l'immobilité de Douve (1953)
- Anti-Platon (1953)
- Hier régnant désert (1958)
- Pierre écrite (1965)
- Dans le leurre du seuil (1975)
- Ce qui fut sans lumière (1987)
- Début et fin de la neige (1991)
- La vie errante (1993)
- Les Planches Courbes (2001)

### Prosa
- L'Arrière-Pays (1972)
- Rue Traversière (1977)

### Saggistica
- Peintures murales de la France gothique (1954)
- L'Improbable (1959)
- Arthur Rimbaud (1961)
- Un rêve fait à Mantoue (1967)
- L'Ordalie (1975)
- Le Nuage rouge (1977)
- Trois remarques sur la couleur (1977)
- L'Improbable, seguito di Un rêve fait à Mantoue (1980)
- Alberto Giacometti, Biographie d'une œuvre (1991)
- Dessin, couleur, lumière (1995)
- Baudelaire : la tentation de l'oubli (2000)
- L'Enseignement et l'exemple de Leopardi (2001)
- André Breton à l'avant de soi (2001)
- Shakespeare & the French Poet (2004)
- Le Grand Espace (2008)
- La poésie et la gnose (2016)

### Traduzioni in italiano
- Un sogno fatto a Mantova, trad. di Diana Grange Fiori, Palermo, Sellerio, 1979
- L'Improbabile, trad. di Diana Grange Fiori, Palermo, Sellerio, 1982
- L'impossibile e la libertà. Saggio su Rimbaud, Marietti, 1988
- Dizionario delle mitologie e delle religioni, Milano, Rizzoli, 1989
- Nell'insidia della soglia, Torino, Einaudi, 1990
- L'uva di Zeusi e altre favole, Milano, Jaca Book, 1997
- Movimento e immobilità di Douve, Torino, Einaudi, 2000
- Lo sguardo per iscritto. Saggi sull'arte del Novecento, Firenze, Le Lettere, 2000
- Trattato sul pianista, Milano, Archinto, 2000
- Quel che fu senza luce. Inizio e fine della neve, Torino, Einaudi, 2001
- Il teatro dei bambini, traduzione di Feliciano Paoli, prefazione di Ida Merello, Genova, Edizioni San Marco dei Giustiniani, 2002.
- Osservazioni sullo sguardo. Picasso, Giacometti, Morandi, Roma, Donzelli, 2003
- Seguendo un fuoco. Poesie scelte 1953-2001, Milano, Crocetti, 2003
- Alberto Giacometti, Abscondita, 2004
- Il disordine (Frammenti), a cura di Fabio Scotto, Genova, Edizioni San Marco dei Giustiniani, 2004
- L'entroterra, Roma, Donzelli, 2004
- Yves Bonnefoy, dedicato a, Trasparenze, Autori Vari, numero 21, Genova, Edizioni San Marco dei Giustiniani, 2004.
- La civiltà delle immagini. Pittori e poeti d'Italia, Roma, Donzelli, 2005
- La comunità dei traduttori, Palermo, Sellerio, 2005
- Ieri deserto regnante-Pietra scritta, Parma, Guanda, 2005
- Goya, le pitture nere, Roma, Donzelli, 2006
- Poesia e università, Lecce, Manni Editori, 2006
- Terre intraviste, Venezia, Edizioni del Leone, 2006
- Roma, 1630. L'orizzonte del primo barocco, Torino, Nino Aragno Editore, 2006
- Le assi curve, Mondadori, 2007
- Il poeta e «il fluire ondeggiante delle moltitudini». Parigi per Nerval e Baudelaire, Moretti & Vitali, 2009
- L'alleanza tra la poesia e la musica, Milano, Archinto, 2010
- L'Opera poetica, a cura e con un saggio introduttivo di Fabio Scotto, Arnoldo Mondadori Editore, I Meridiani, Milano, 2010
- Rimbaud. Speranza e lucidità, Roma, Donzelli, 2010
- La bellezza, traduzione di Roberto Mussapi, con un'opera originale di Teresa Maresca, Quaderni di Orfeo, Milano, 2012
- L'ora presente, trad. di Fabio Scotto, Mondadori, Milano, 2013
- Orlando furioso guarito. Dall'Ariosto a Shakespeare, Sellerio, 2014
- Poesia e fotografia, Milano, O barra O, 2015
- Morandi Giacometti e Holland, Abscondita, 2015
- Sull'haiku, Milano, O barra O, 2015
- Il secolo di Baudelaire. Poe, Baudelaire, Mallarmé, Rimbaud, Laforgue, Valéry, Hofmannsthal, Moretti & Vitali, 2016
- Luoghi e destini dell'immagine. Un corso di poetica al Collège de France 1981-1993, Rosenberg & Sellier, 2017
- Edward Hopper. La fotosintesi dell'essere, Abscondita, 2018
- La sciarpa rossa, trad. F. Scotto, La nave di Teseo, 2021